# Tetraconazol
Tetraconazol ist ein 1:1-Mischung aus zwei enantiomeren chemischen Verbindungen aus der Gruppe der Triazole bzw. Conazole.

## Gewinnung und Darstellung
Tetraconazol kann durch nukleophile Substitution der Mesylgruppe von Methyl-2-(2,4-dichlorphenyl)-3-mesylpropanoat mit Triazol, gefolgt durch eine Reduktion des Esters zum Alkohol durch Lithiumaluminiumhydrid und Alkylierung der Hydroxygruppe mit Tetrafluorethylen gewonnen werden.

## Eigenschaften
Tetraconazol ist eine farblose, ölige, nicht flüchtige Flüssigkeit, die sehr schwer löslich in Wasser ist. Bei Erhitzung über 240 °C zersetzt sich die Verbindung. Es ist ein Racemat der Isomere.

## Verwendung
Tetraconazol wird als Fungizid gegen Mehltau, Braunrost, Septoria und Rhyncosporium bei Getreide und Schorf bei Äpfeln verwendet. Die Wirkung beruht in der Blockierung der Ergosterol-Biosynthese in den Zellmembranen der Pilze. Es wurde durch die italienische Firma Ricerca auf den Markt gebracht und wird heute durch die Firma Isagro vertrieben. Das aktivere Isomer ist das (R)-(+)-Enantiomer.

## Zulassung
Der Wirkstoff Tetraconazol wurde 2009 in der Europäischen Union für Anwendungen als Fungizid im Ackerbau mit Auflagen zugelassen. Die Beschränkung der Anwendung auf den Ackerbau und die Auflagen wurden 2010 aufgehoben.
In der Schweiz sind keine, in Österreich und Deutschland sind Pflanzenschutzmittel (z. B. Emerald) mit diesem Wirkstoff zugelassen.